# Geflügel-Aufstallungsverordnung
Die ursprüngliche Fassung der Geflügel-Aufstallungsverordnung stammt vom 15. Februar 2006 (BAnz. Nr. 33 S. 989). Sie trat in Deutschland am 17. Februar 2006 unter dem Titel Verordnung zur Aufstallung des Geflügels zum Schutz vor der Klassischen Geflügelpest in Kraft. Sie schrieb insbesondere die Stallpflicht für Geflügel bis zum Ablauf des 30. April 2006 vor. Ausdrücklich genannt wurden in dieser Verordnung Hühner, Truthühner, Perlhühner, Rebhühner, Fasane, Laufvögel, Wachteln, Enten und Gänse.
Die Verordnung diente vor allem dem Ziel, die Ausbreitung der Influenza A/H5N1 zu begrenzen. Die vorgeschriebenen tierärztlichen Untersuchungen mussten sich jedoch generell auf alle Influenza-Subtypen H5 und H7 beziehen.
Ausführlich wurden zusätzlich einige Ausnahmetatbestände erwähnt, u. a. die Bedingungen für das Halten von Geflügel in nicht völlig geschlossenen Volieren. Eine solche Haltung war dann zulässig, wenn sie einem amtlichen Register gemeldet wird und wenn die Tiere „unter einer überstehenden, nach oben gegen Einträge gesicherten dichten Abdeckung und mit einer gegen das Eindringen von Vögeln gesicherten Seitenbegrenzung gehalten werden“. In diesem Fall musste zusätzlich mindestens monatlich eine klinische tierärztliche Untersuchung des Geflügels durchgeführt und tierärztlich dokumentiert werden. Es wurde ferner festgelegt, dass Geflügel nur dann aus einem Bestand abgegeben werden darf, wenn es zuvor mindestens zwei Wochen in geschlossenen Ställen gehalten wurde und zusätzlich tierärztlich untersucht wurde.
Die Geltungsdauer der Verordnung wurde zunächst bis 15. Mai 2006 verlängert. Sodann wurde sie durch eine nun auch mit Kurztitel versehene Neufassung vom 9. Mai 2006 (eBAnz AT28 2006 V1) ersetzt.
Die Geflügel-Aufstallungsverordnung, zuletzt geändert durch die Verordnung vom 22. Februar 2007 (BAnz. Nr. 40 S. 2063), wurde durch § 67 Abs. 1 Nr. 3 der Geflügelpest-Verordnung vom 18. Oktober 2007 (BGBl. I S. 2348, 2376) aufgehoben.